# ريتشارد لويد جونز
ريتشارد لويد جونز (بالإنجليزية: Richard Lloyd Jones)‏ هو محرر أمريكي، ولد في 14 أبريل 1873 في جينسفيل في الولايات المتحدة، وتوفي في 4 ديسمبر 1963.